# Mitologia inuíte
A mitologia inuíte tem diversas semelhanças com a mitologia de outros povos que habitam as regiões polares. As religiões inuit têm princípios animistas e xamânicos.
Nas palavras da escritora inuíte Rachel Attituq Qitsualik: O cosmos inuíte não é governado por ninguém. Não há uma figura divina, seja maternal ou paternal. Não há deuses criadores do vento ou do Sol. Não há punição eterna na vida futura, assim como não há punição para crianças ou adultos na vida presente.

## Anirniit ("almas")
Os inuítes acreditam que todas as coisas tem um espírito ou alma (em língua inuit: anirniq - respiração; plural anirniit) e não apenas os humanos. Estes espíritos continuam a existir após a morte. Como precisam comer animais e plantas, existe um dito comum entre os inuítes: "O grande perigo de nossa existência repousa no fato de que nossa dieta consiste inteiramente de almas". Acreditando que todos as coisas tem uma alma, matar um animal não é muito diferente de matar uma pessoa. Uma vez que a alma do animal ou humano é liberada, ela está livre para se vingar. Os espíritos dos mortos só podem ser aplacados pela obediência aos costumes, evitando os tabus e executando os rituais apropriados.
As duras condições da vida no Ártico fazem com que os inuit vivam em constante temor de forças invisíveis. Para os inuítes, ofender um espírito é arriscar-se à extinção. A tarefa principal do xamã na sociedade inuit é aconselhar e lembrar as pessoas dos rituais e tabus que precisam obedecer para aplacar os espíritos, já que se acreditava que ele podia ver e contactar com os mesmos.
As almas (anirniit) eram vistas como parte do céu ou do ar (sila) e eram meramente emprestados dele. Embora a alma de cada indivíduo fosse única e apropriada para a vida e corpo que ela habitava era, ao mesmo tempo, parte do todo. Isto permitia aos inuítes emprestar os poderes ou características de uma alma pelo uso de seu nome. Além disso, os espíritos de uma classe de coisas (os mamíferos marítimos, ou ursos polares, ou plantas) eram, de alguma maneira, considerados como o mesmo, e podiam ser invocados através de um guardador ou mestre que estava em contacto com aquela classe de coisas.
Desde a chegada do cristianismo entre os inuit, anirniq passou a designar a alma no sentido cristão do termo. Esta palavra também é a raiz de outros termos cristãos com o anirnisiaq ("anjo") e anirnialuk ("Grande Espírito", "Deus").

## Tuurngait ("espíritos maus")
Alguns espíritos eram, por natureza, desconectados de corpos físicos. Estas entidades eram chamadas tuurngait (singular tuurngaq) e eram consideradas malignas ou monstruosas, responsáveis por más caçadas e ferramentas danificadas. Estas podiam possuir humanos sendo que o xamã podia combatê-las ou exorcizá-las mas também podiam ser presas e escravizadas pelos xamãs, que então podiam fazê-las lutar contra os tuurngait libertados.
O termo tuurngait, com a cristianização, passou a englobar o significado cristão de demônios.

## Angakuit ("xamãs")
O xamã  (Inuktitut: angakuq, às vezes escrito angakok; plural angakuit) de uma comunidade inuíte não era o líder, mas antes um tipo de curador e psicoterapeuta, que cuidava de ferimentos e oferecia conselhos, assim como invocava os espíritos para ajudar o povo e, mais frequentemente, para que eles não prejudicassem as pessoas. A função dele ou dela era interpretar os sinais e o invisível. Os xamãs não eram treinados, esperava-se que eles nascessem com as habilidades e as fossem manifestando à medida que cresciam. Cilindros rítmicos, cantos e danças eram comumente utilizados na execução dos deveres do xamã.
A função do xamã quase desapareceu na sociedade inuíte cristianizada.

## Lista de entidades da mitologia inuíte
Esta é uma lista incompleta de figuras míticas dos inuítes. Cada uma tinha poder sobre uma parte do mundo inuíte.
- Adlet
- Adlivun
- Agloolik
- Aipaloovik
- Akhlut
- Akna
- Akycha
- Alignak
- Amaguq
- Amarok
- Apanuugak
- Asiaq
- Ataksak
- Atshen
- Aulanerk
- Aumanil
- Eeyeekalduk
- i'noGo tied
- Idliragijenget
- Igaluk
- Ignirtoq
- Inua
- Ishigaq
- Issitoq
- Ka-Ha-Si
- Kadlu
- Keelut
- Kigatilik
- Malina
- Matshishkapeu
- Nanook - o mestre dos ursos polares
- Negafook
- Nerrivik
- Nootaikok
- Nujalik
- Pana
- Pinga
- Pukkeenegak
- Qiqirn
- Sedna -  o mestre dos animais marinhos.
  - Sedna (Sanna na escrita inuíte moderna) é conhecido por outros nomes como "Nerrivik", "Arnarquagssaq" e "Nuliajuk".
- Silap Inua
- Tarquiup Inua
- Tekkeitsertok - o mestre dos caribou
- Tootega
- Torngasoak
- Tornarsuk
- Tornat
- Tulugaak
- Tupilak
- Wentshukumishiteu